# Я и Катерина
«Я и Катерина» (итал. Io e Caterina) — комедия 1980 года.

## Сюжет
История о том, как робот по имени Катерина, механическая горничная в доме Энрико Мелотти, влюбляется в своего хозяина.

## В ролях
- Альберто Сорди — Энрико Мелотти
- Эдвиж Фенек — Элизабетта
- Кэтрин Спаак — Клаудия Париже
- Валерия Валери — Мариса Менотти
- Россано Брацци — Артур